# フォーデン・トラック

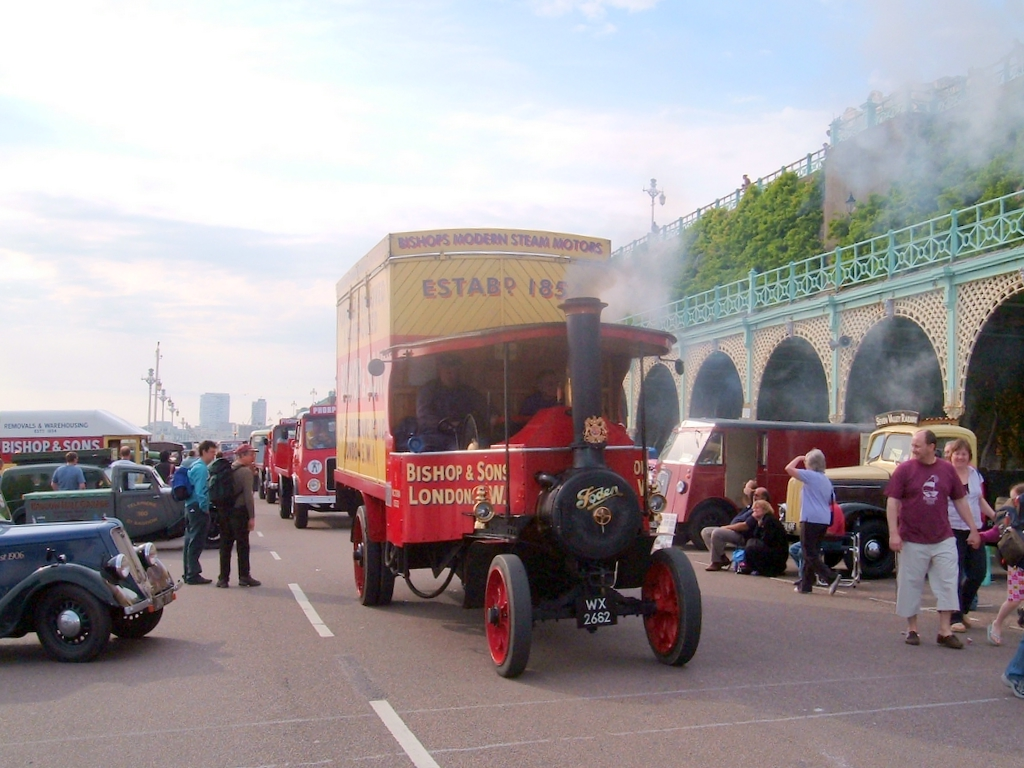
蒸気自動車（1930年）

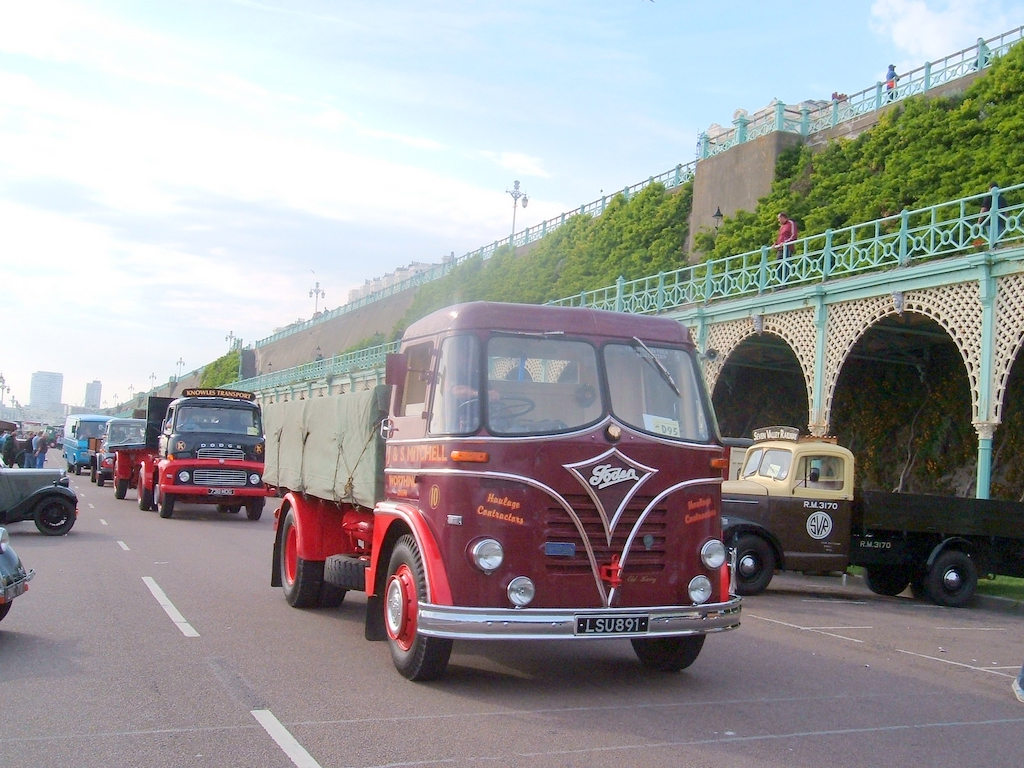
S20ドロップサイド（1959年）

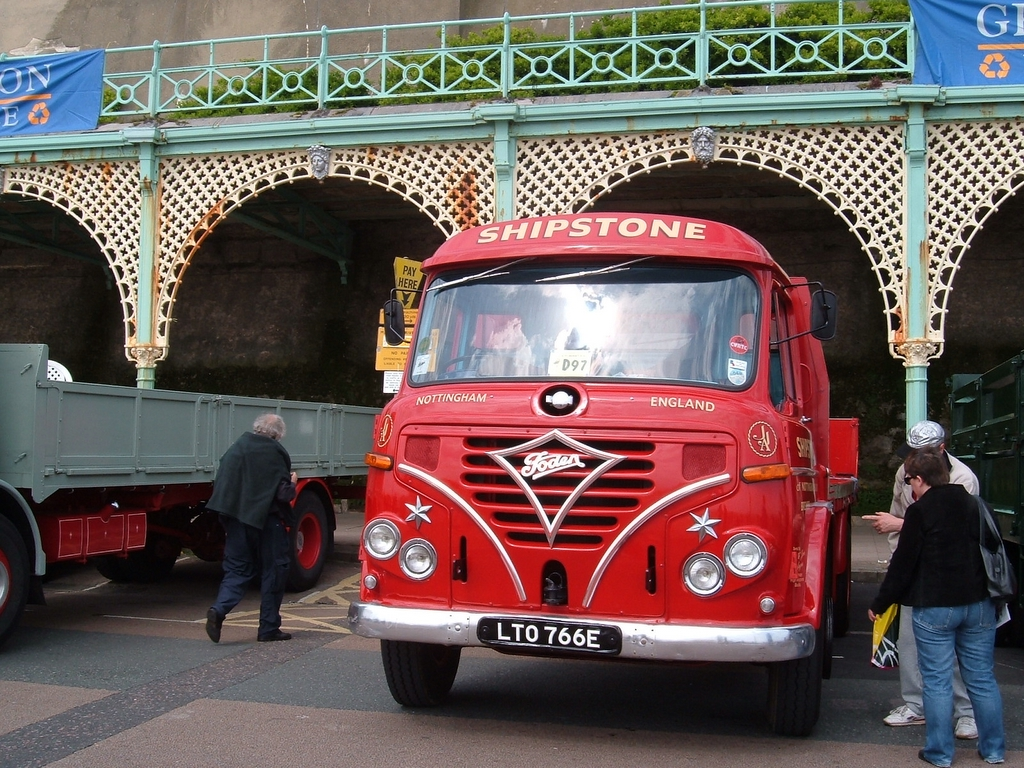
S36フラットベッド（1967年）

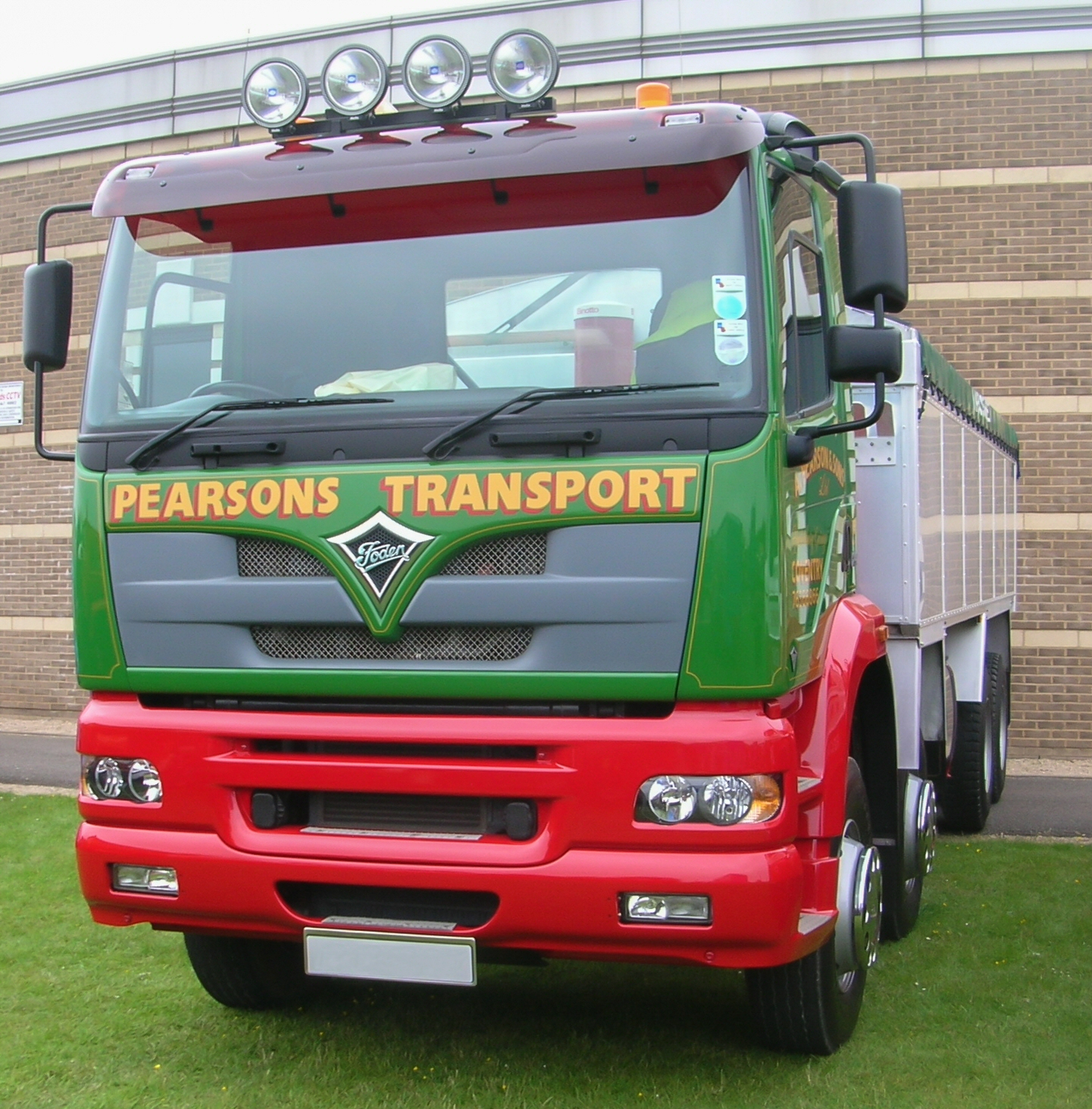
アルファ3000（2004年）

フォーデン・トラック（Foden Trucks ）は、かつてトラックの製造を行っていたイギリスのメーカーである。イングランドのチェシャー・Congleton・Sandbachで1856年に創立された。1980年にパッカーに買収され、2006年に「フォーデン」ブランドのトラック製造が中止された。

## 歴史
未編集。

## ブランドの終焉
2005年、パッカーは「フォーデン」ブランドのトラックの製造が2006年で中止になる可能性があると発表した。理由は、増大するDAFブランドのトラック製造に対処するため、レイランド・トラックのトラック製造能力を向上させる必要があるからであった。
2006年7月、最後の「フォーデン」ブランドのトラックが製造され、150年続いたフォーデン・トラックの製造の歴史に幕が下ろされた。
イギリス・レイランドの工場にある製造ラインで造られた最終車は、イギリス商用車博物館へと運ばれた。